# Col·legi de Notaris de Catalunya
El Col·legi de Notaris de Catalunya és l'organització professional dels notaris que treballen en aquest país, i inclou l'Arxiu Històric de Protocols de Barcelona (AHPB), el primer de l'Estat i comparable al de Gènova, el més important d'Europa. La seva seu, situada al carrer del Notariat, 2-4 de Barcelona, està catalogada com a bé cultural d'interès local.

## Història

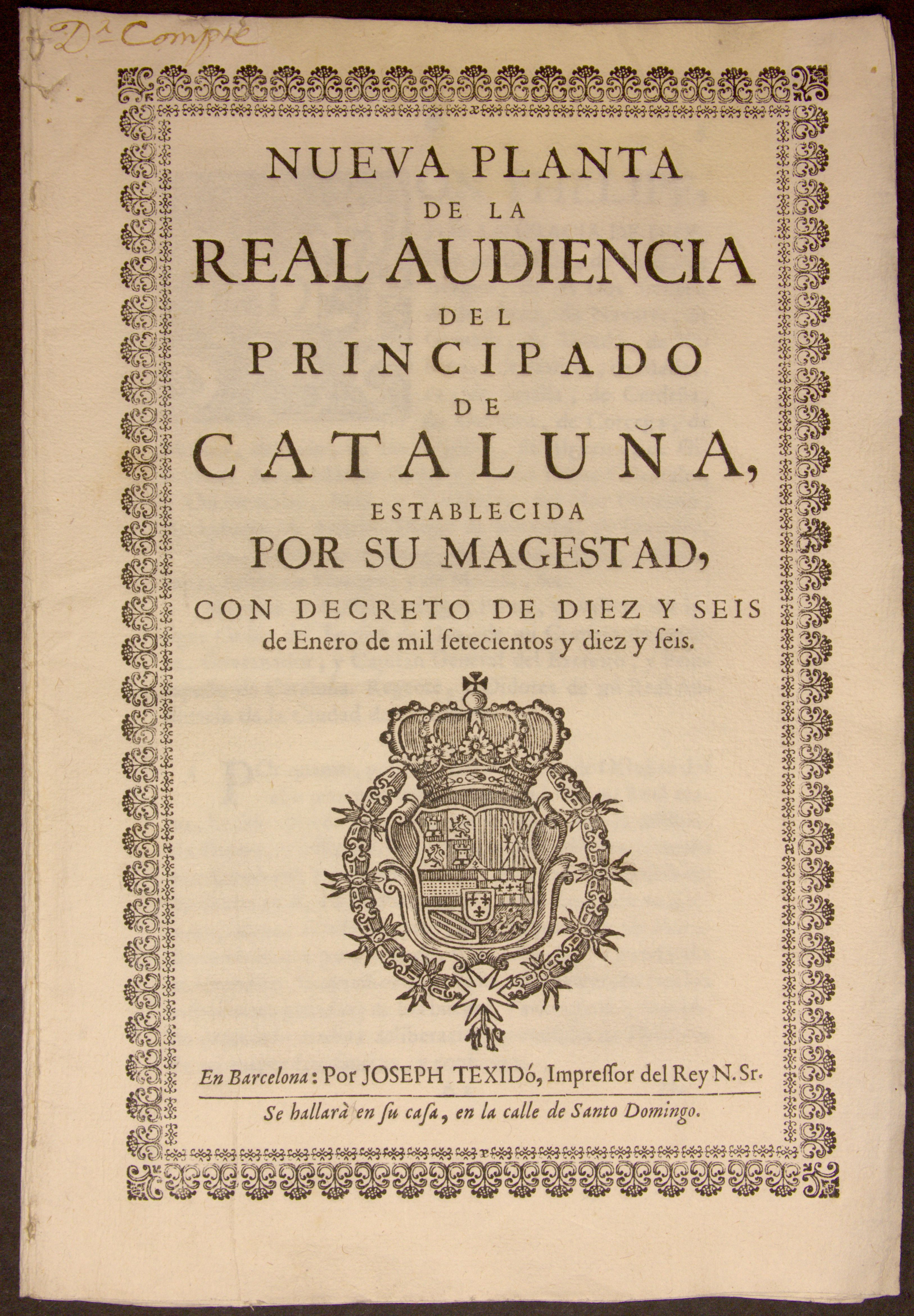
El Decret de Nova Planta, prohibí l'ús de la llengua catalana a l'administració de justícia de Catalunya.

Es considera que el Col·legi de Notaris de Barcelona va ésser fundat el 1395, quan Joan I concedí als notaris entre altres facultats, la de reunir-se, resoldre assumptes corporatius o reglamentar sobre ells, però el nom de Col·legi no va aparèixer fins al 1416. A més hi havia un Col·legi de Notaris reial que es va crear al segle xv. L'any 1716, els Decrets de Nova Planta que reformaven de forma important la justícia al Principat de Catalunya, salvaren al seu article 49 el col·legi, imposant, això sí la figura del «Protector» de l'Audiència a les seves juntes.
El 25 de juny del 1852, els dos col·legis de Barcelona es van unificar i van perdre vigor els Col·legis d'altres ciutats i finalment es va dictar la Llei orgànica del Notariat de 28 de maig del 1862 que va crear 15 col·legis a tot l'estat, amb una demarcació territorial equivalent a les antigues Audiències, que li donaven nom (així el col·legi català va ser el Col·legi Notarial de Barcelona). El 10 de juny del 1862, els col·legis d'altres ciutats (Lleida, Tarragona, Tortosa, Vic, Girona, Castelló d'Empúries i Figueres) van quedar unificats amb el de Barcelona. Del 1903 al 1906 hi va haver col·legis provincials, però van desaparèixer ràpidament tornant a la situació anterior. El 4 de juliol del 1932, el Col·legi de Barcelona va prendre el nom de Col·legi de Notaris de Catalunya, que va perdre el 1939, però va recuperar el nom de 1932 per ordre de 5 de desembre del 1997 publicada el 21 de gener del 1998.

### Arxiu de protocols
Els primers arxius de protocols nasqueren al segle xiii, amb l'aparició de la figura del notari i del llibre de notes, de manera gairebé espontània. A Barcelona hi hagué dos intents de formar un veritable arxiu, el 1598 i el 1816, però no en reeixí cap. La Llei Orgànica del notariat de 1862, fou la primera disposició encaminada a constituir els arxius de protocols, que pertanyien a l'Estat, consagrant el seu caire públic. En decrets posteriors, es va aconseguir l'objectiu de suprimir els arxius de les audiències i crear els generals de districte notarial amb protocols de més de trenta anys.
L'arxiu del Col·legi de Notaris de Barcelona es trobava a l'antic convent de Sant Joan de Jerusalem, que posteriorment va ser desnonat; més tard es va traslladar al carrer d'Elisabets i, finalment, l'any 1882, a la Seu del Col·legi de Notaris. Els protocols foren ubicats a les dues sales de la planta baixa. Tres anys més tard, la Reial Acadèmia de Bones Lletres sol·licità que l'arxiu de protocols fos transferit a l'Arxiu de la Corona d'Aragó, petició que no fou considerada.
L'any 1928, la Junta Directiva adquirí l'edifici contigu al col·legi, el número 2 del carrer del Notariat, on es col·locà la documentació reservada al soterrani el segle xix i a la planta i l'entresolat el segle xx. Mentre que a l'edifici original es conservava la documentació històrica (fins al segle xviii).
El juliol del 1936, un escamot comparegué davant el col·legi amb la intenció de cremar els fons. En defensa dels documents, hi acudí el notari Raimon Noguera que impedí el trasllat de la documentació. Durant la Guerra Civil espanyola (1936-1939), la documentació notarial fou objecte de trasllats, pèrdues i destrucció. El Decret de Presidència de 2 de març del 1945 creava a cada arxiu de protocols una secció històrica, integrada pels manuals de més de 100 anys i accessible als usuaris. Sota la gerència de Noguera, es dona un impuls notable a l'arxiu i el guiatge e iniciativa de diverses juntes directives. Dirigí la confecció de l'inventariat públic entre 1950 i 1959, l'obrí a la investigació i potencià els estudis sobre els seus fons amb l'edició d'una revista sectorial.
La Constitució Espanyola de 1978 obrí un nou procés de renovació de l'ordenament legal, ja que fixà les bases per a que les comunitats autònomes podguéssin assumir competències quant a patrimoni documental. Entre 1991 i 1994, s'evidencià la necessitat d'una ampliació de l'arxiu i s'optà per a edificar el solar contigu al col·legi, comprat el 1984. L'arxiu va ser remodelat i se'l va dotar d'unes noves instal·lacions, amb la construcció de quatre plantes de soterrani. Els protocols de protestos es varen traslladar a la tardor del 2004, a un dipòsit del carrer d'Entença. Les instal·lacions actuals, disposen d'uns dipòsits on hi ha instal·lades prestatgeries amb una capacitat total de 12.000 m ineals i compten amb els sistemes pertinents de conservació i de seguretat.
El 22 de gener del 2025 es col·locà la primera pedra del nou edifici de l'Arxiu General de Protocols de Barcelona, situat al districte de Sant Andreu i amb capacitat per allotjar 85 anys de protocols en 45.000 m lineals de prestatgeries.

## Fons documentals

### Fons històrics
El fons de l'arxiu està constituït per registres notarials centenaris de Barcelona,registres notarials d'escrivanies vàries dels segles xvii i xviii; notaries foranes; i una secció que aplega els fons Miscel·lània, Vària, Gràfica i Manuscrits literaris. El nombre total de volums supera els 85.000, corresponents a uns 1700 notaris. D'aquests, més de 40.000 són protocols centenaris. A partir del segle xiv compta amb continuades sèries documentals, amb 5.305 registres anteriors a l'any 1500. Així, els registres més antics són del segle xiii (el primer llibre complet és del notari Pere Portell i correspon a l'any 1299). I, a partir de mitjans del segle xiv, l'arxiu compta amb unes més que notables i continuades sèries documentals, de manera que en arribar a l'any 1500 la xifra va superar els 5.000 volums.

### Escrivanies
A més de les sèries generals de protocols de cada notari, l'arxiu disposa també d'algunes escrivanies especials, fruit de l'activitat específica del notari. Entre les quals, destaca l'Escrivania de Marina (segles xviii-xix), la de Rendes i Arbitris, la d'Amortització i Venda de Béns Nacionals, la d'Hisenda, o la de Reial Intendència del segle xix.

### Secció de notaries
Cal remarcar la secció de Notaries foranes, integrada per registres d'una vuitantena de poblacions de Catalunya, arribats a l'arxiu per circumstàncies diferents, el més antic dels quals és el de Sant Pere d'Osor (1283-1292). Com també una notable col·lecció de pergamins, amb unes 1.700 unitats, dels segles xii al xvii, i altra documentació esparsa aplegada en les sèries de Vària i Miscel·lània, a més d'unes petites seccions de gràfics, manuscrits literaris i música.

### Instruments de descripció
La primera ordenació dels fons la va fer entre el 1885 i el 1892 Jaume Alegret, advocat i polític català. És un llibre de registre ordenat cronològicament dels diferents notaris i manuals. A mitjans del segle xx es va fer un inventari publicat en tres volums. D'ençà de l'any 1995, se n'ha iniciat la revisió, d'acord amb els nous criteris metodològics establerts a la Col·lecció d'Inventaris d'Arxius Notarials de Catalunya de la Fundació Noguera, i sota el seu patrocini. Actualment, l'inventari de tots els documents disponibles des del segle xiii fins al 1940 consta de 8 volums, consultables per Internet a la pàgina del Col·legi.

## Serveis
Disposa d'una moderna sala de consulta amb 24 punts de lectura i amb una biblioteca de referència de 5.000 volums, especialitzada en edicions de fonts, història de Catalunya, arxivística, diplomàtica, a part de les diverses publicacions sectorials. Sota el patrocini de la Fundació Noguera, edita una prestigiosa revista de caràcter històric i institucional, titulada Estudis Històrics i Documents dels Arxius de Protocols, de periodicitat anual.